# Publi Licini Murena el Jove
Publi Licini Murena (en llatí: Publius Licinius Murena) era un erudit romà, estudiós del períodes antics i amb coneixements literaris, però de talent moderat, diu Ciceró. Era fill de Publi Licini Murena, el primer que va portar el cognomen de Murena. Formava part de la gens Licínia.
Se suposa, per una referència de Ciceró poc clara, que va morir a la guerra entre els partidaris de Gai Mari el Jove i de Luci Corneli Sul·la l'any 82 aC, segurament a mans dels populars. Ciceró també diu que va morir al mateix temps que Quint Muci Escevola, el jurista, o molt poc després, indicant que la seva mort va ser violenta.